# Wurzacher Altar

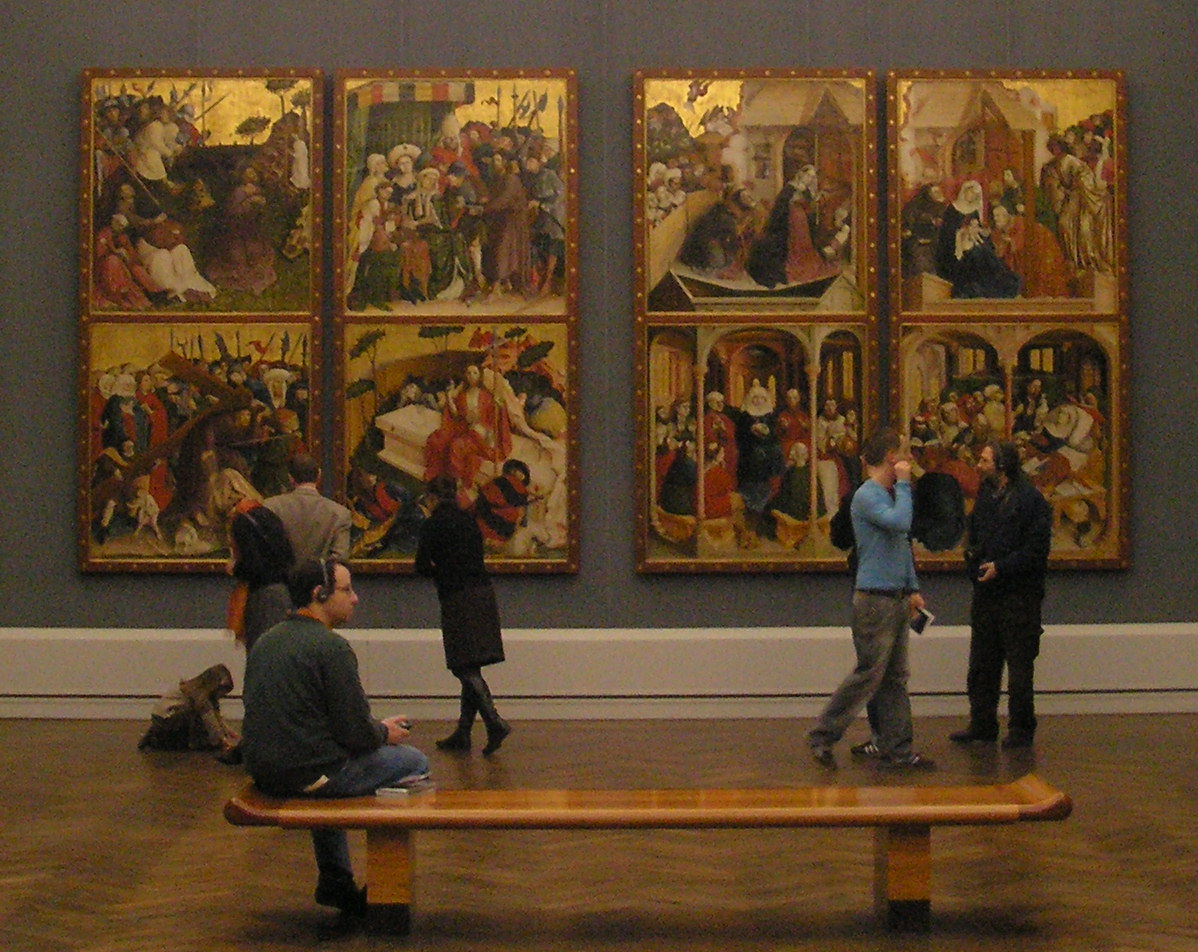
Kompletter Zyklus

Der Wurzacher Altar ist ein 1437 entstandener Flügelaltar von Hans Multscher. Vom ursprünglichen Altar sind nur noch zwei Flügel (Leinwand auf Tannenholz, je 150 auf 140 cm) mit jeweils zwei Bildern auf der Innen- und Außenseite erhalten, also insgesamt acht Bildtafeln. Die Bezeichnung des Altars bezieht sich auf die Kunstsammlung des Grafen Joseph Franz Anton von Waldburg-Zeil-Wurzach im Barockschloss Wurzach, in der sich die Flügel im 18. Jahrhundert befanden. Heute sind beide Flügel in der Berliner Gemäldegalerie (Inv. Nr. 1621 A–G) zu sehen.

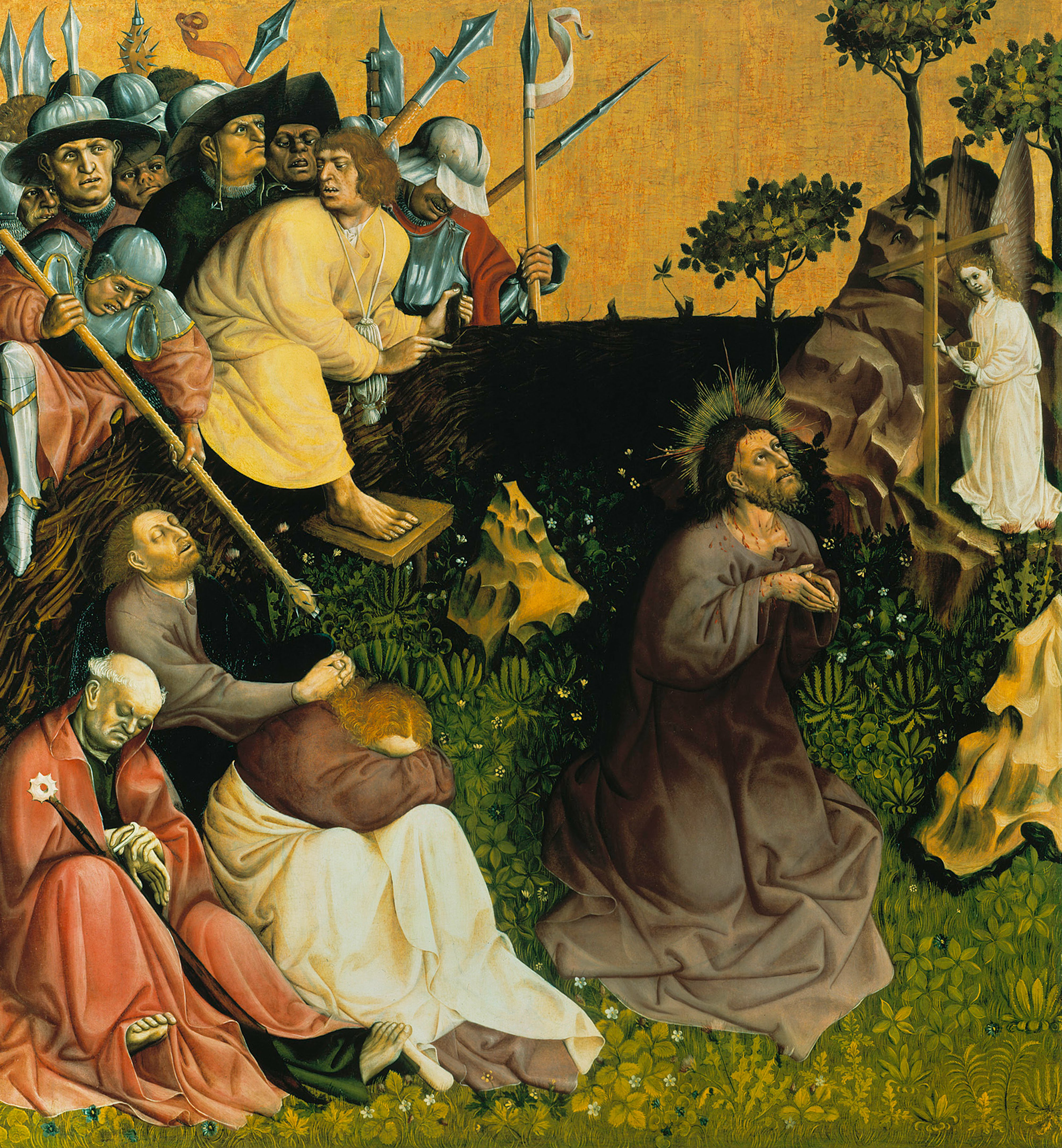
Linker Innenflügel, oben: Christus am Ölberg
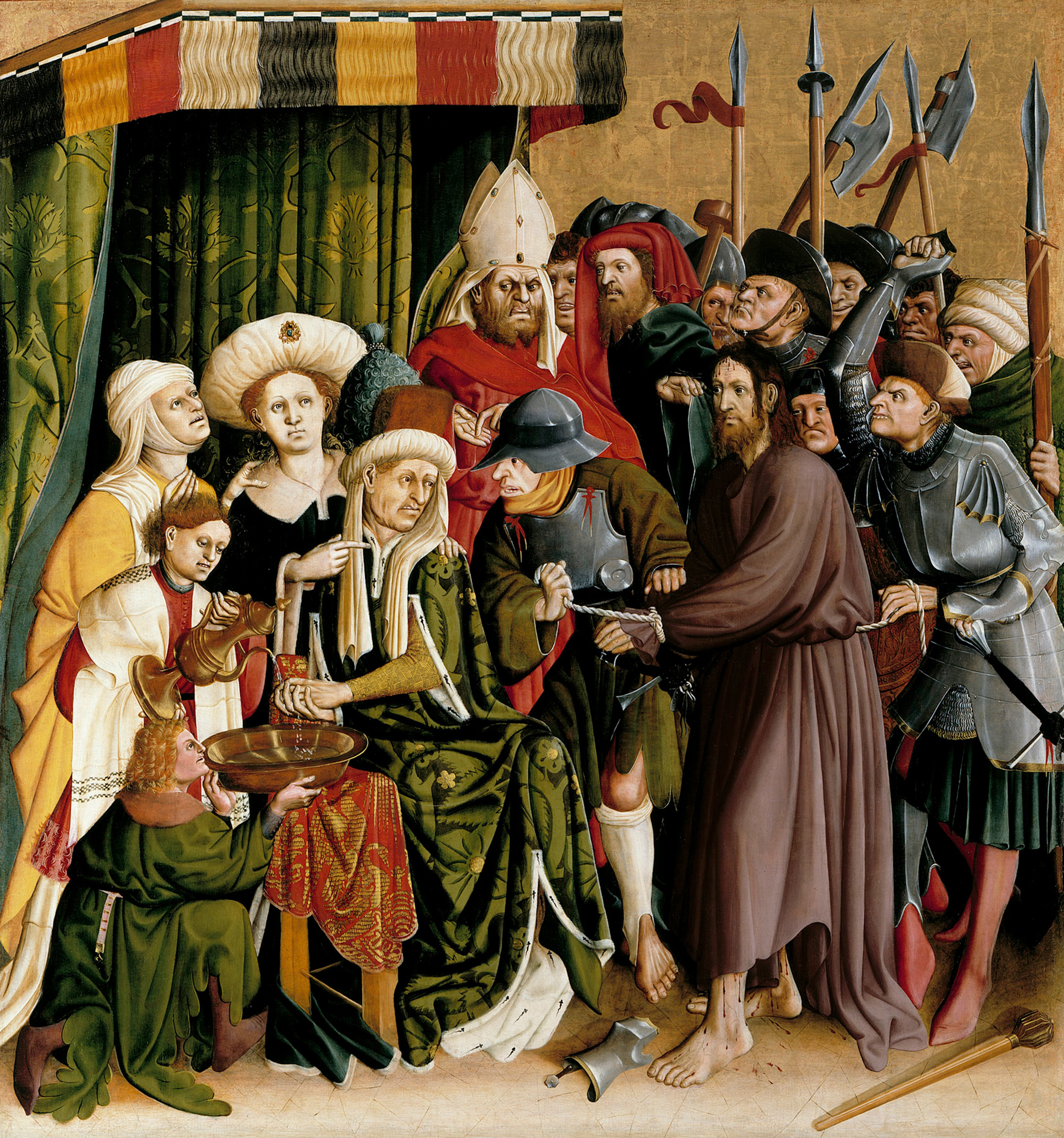
Rechter Innenflügel, oben: Christus vor Pilatus
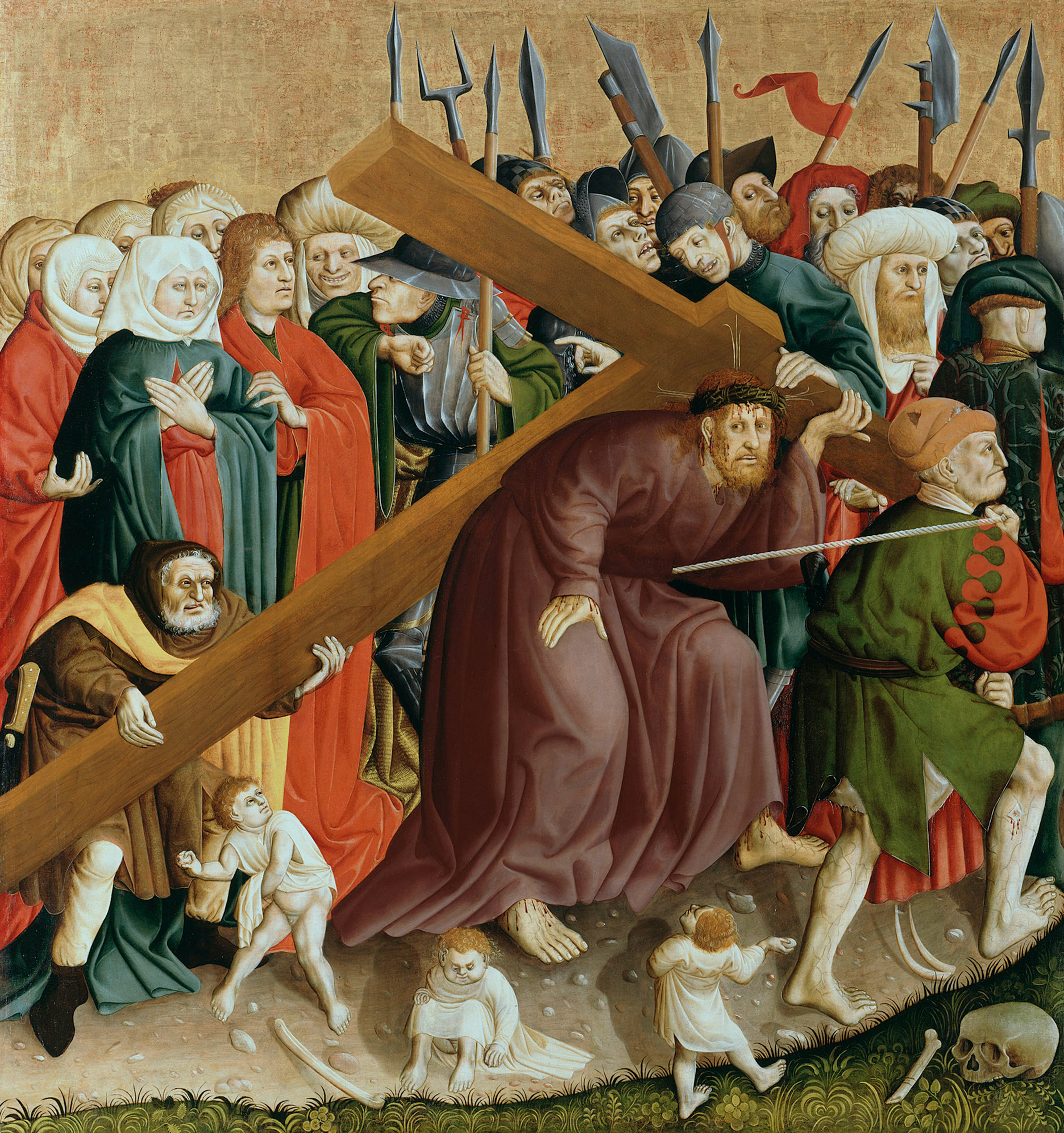
Linker Innenflügel, unten: Kreuztragung Christi
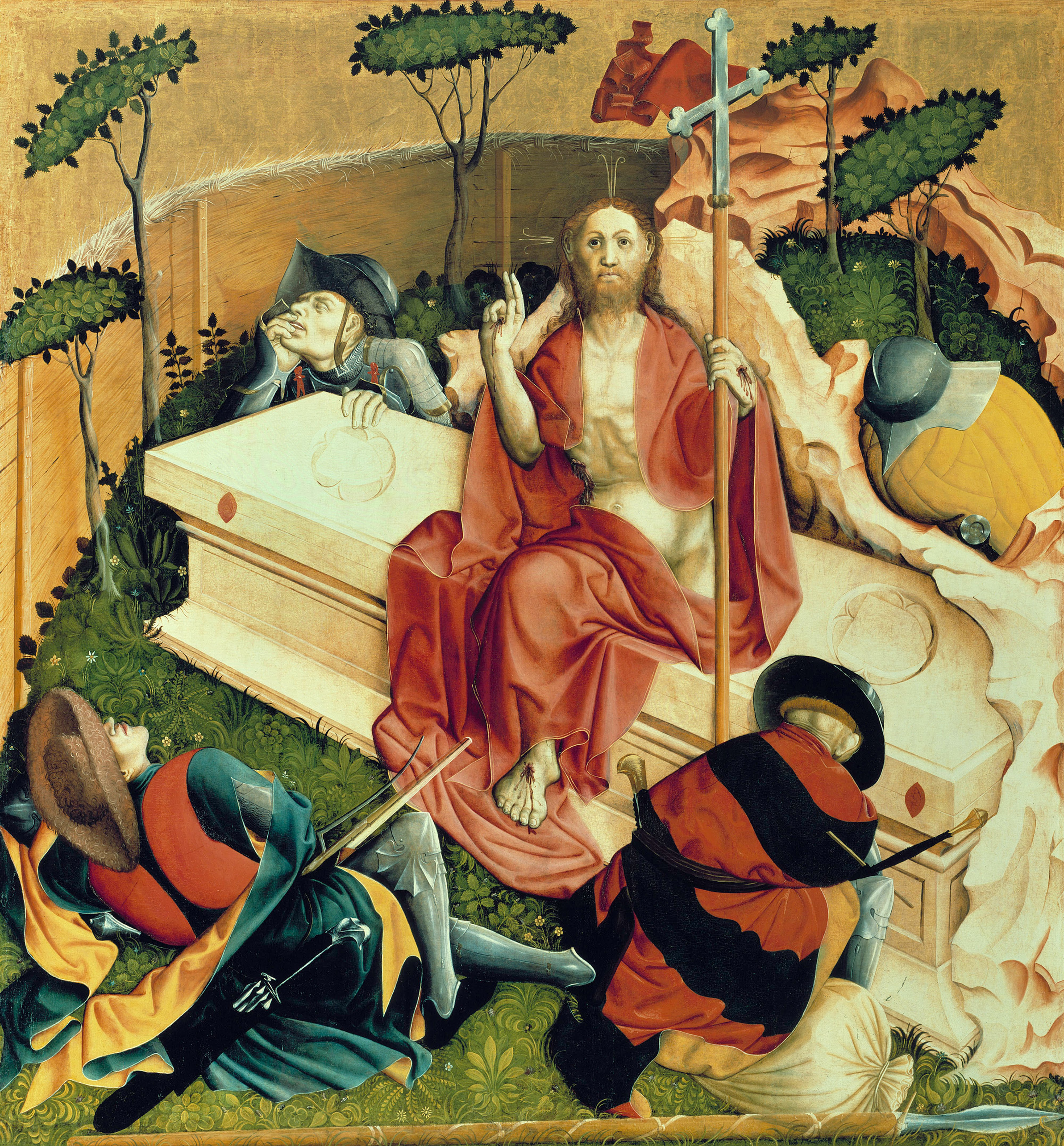
Rechter Innenflügel, unten: Auferstehung Christi
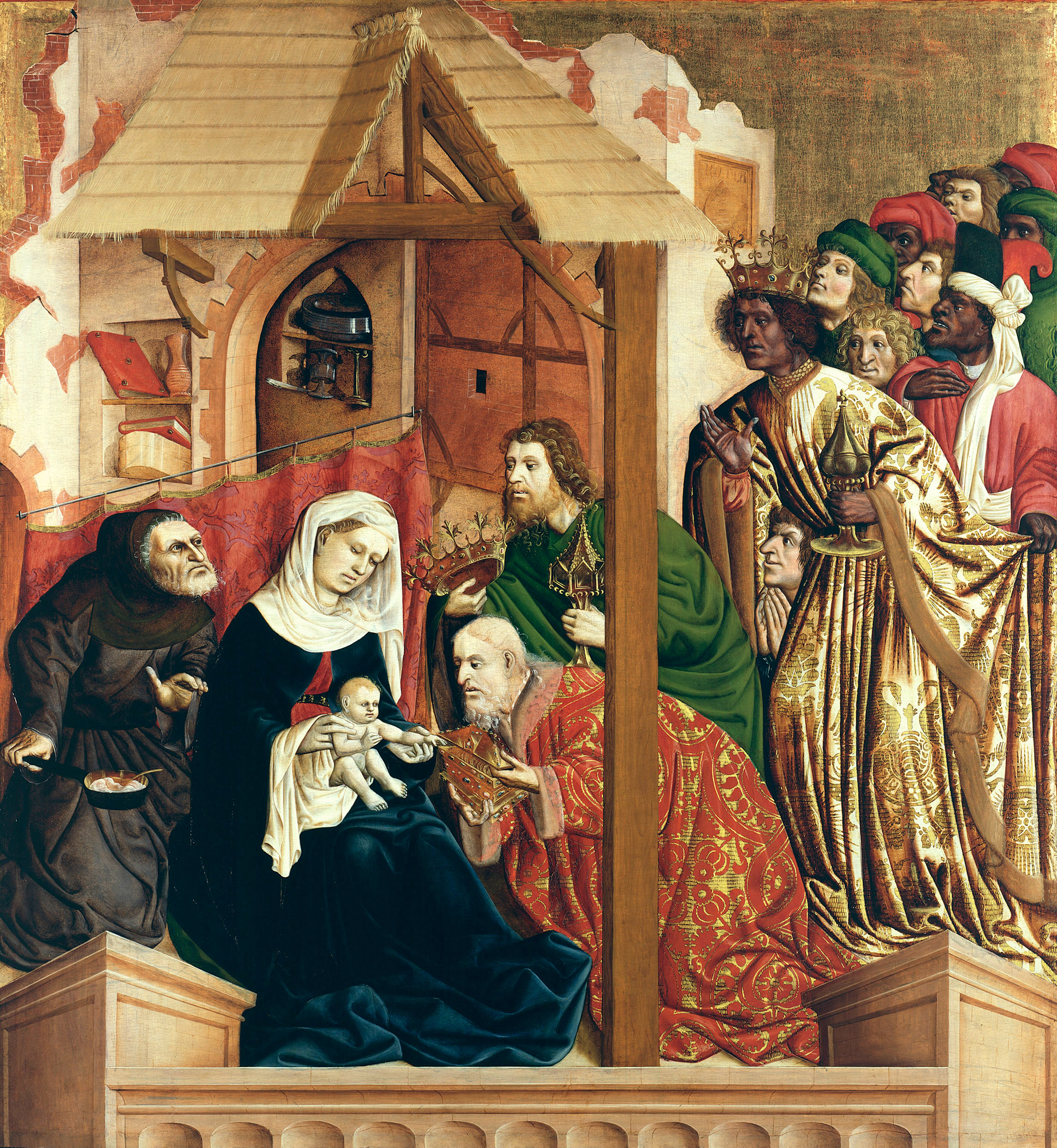
Rechter Außenflügel, oben: Anbetung der Könige
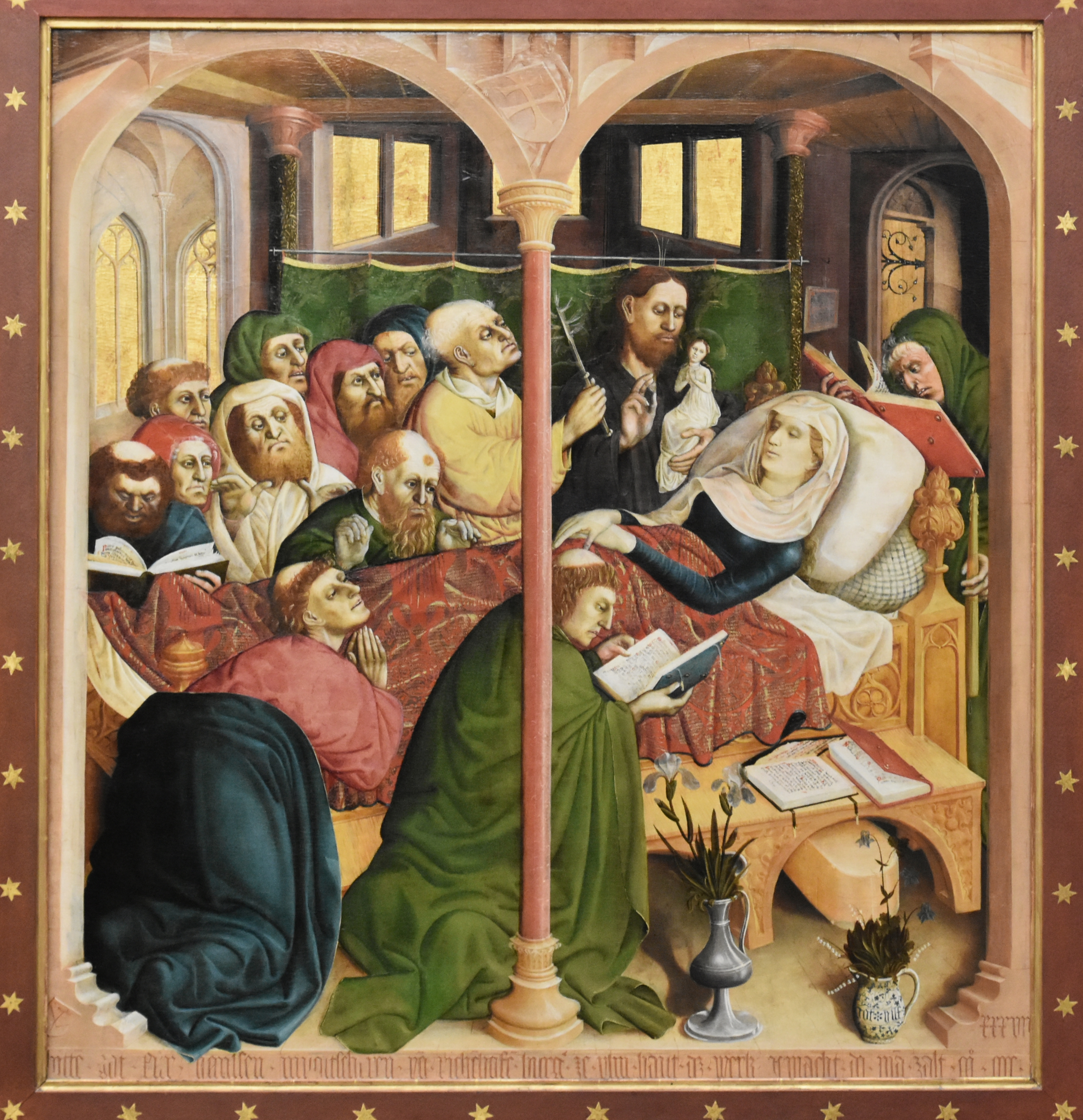
Der Tod Mariae
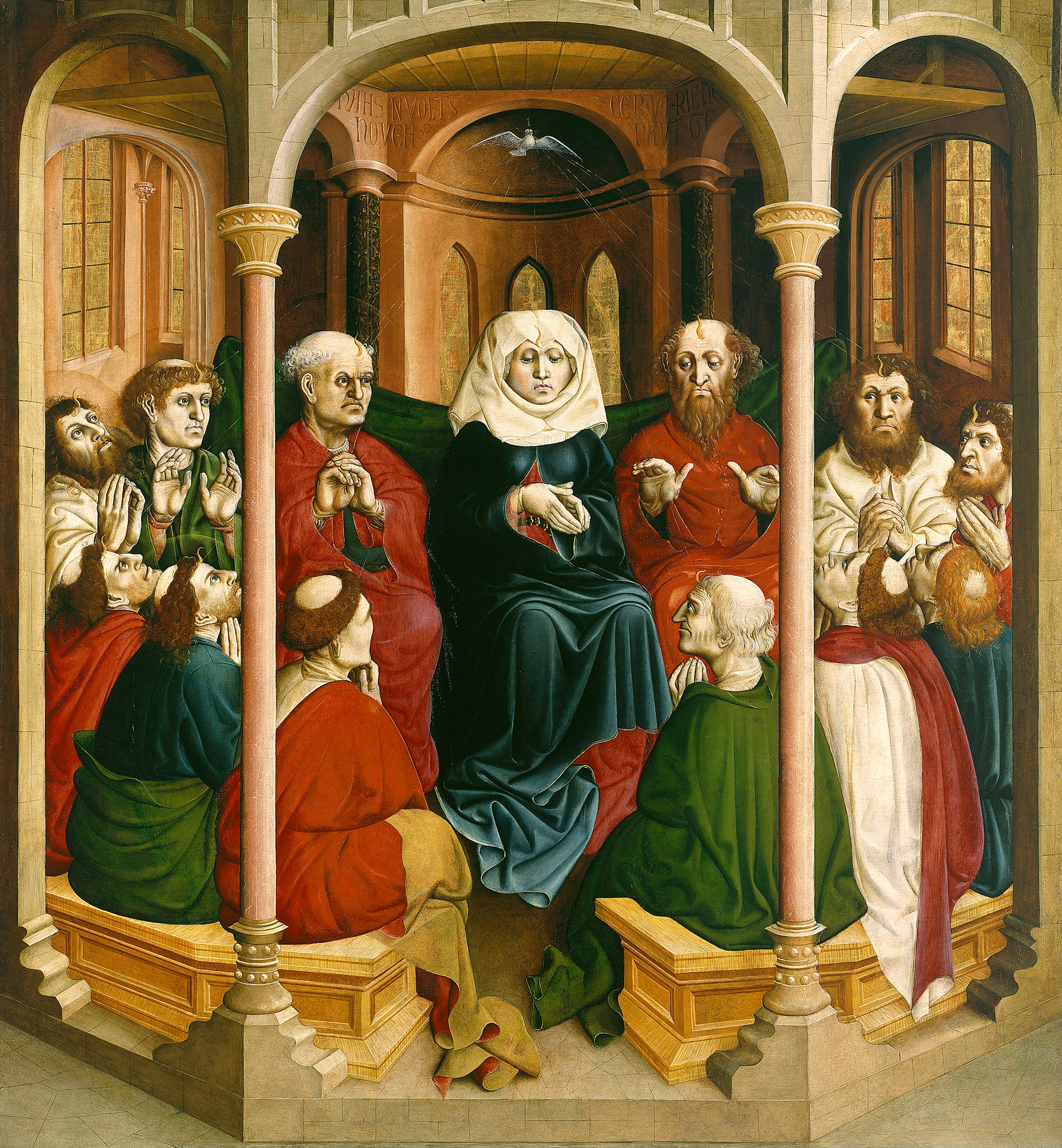
Die Ausgießung des Heiligen Geistes / Pfingsten
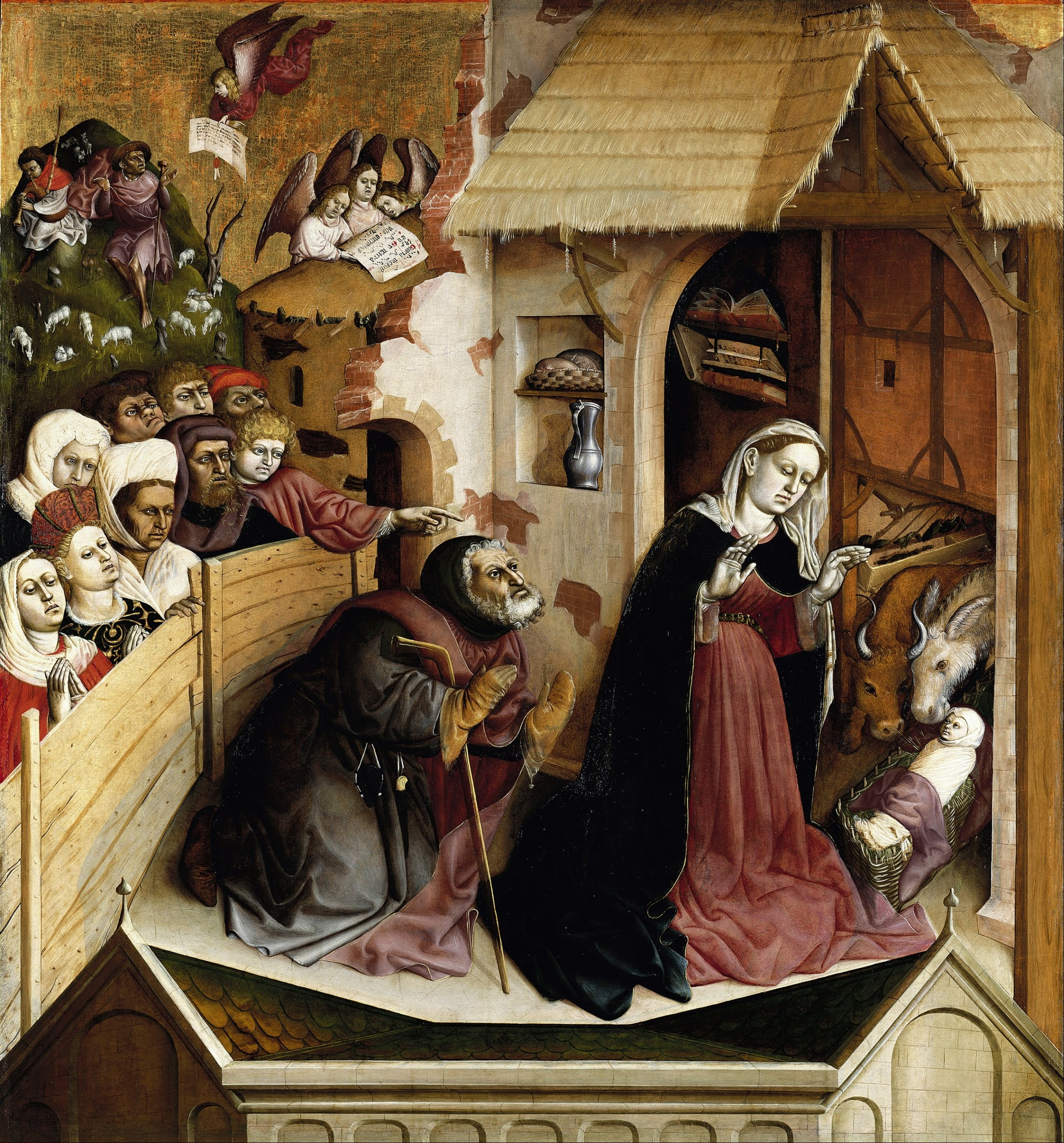
Die Geburt Christi

## Beschreibung
Die Bilder des Wurzacher Altars zeigen je vier Szenen aus dem Marienleben und der Passion Christi. Sie sind chronologisch geordnet und von links nach rechts zu lesen. Multscher hat sie doppelt signiert, um sie als sein eigenes Werk zu betonen, weil er in vielen Schriften nur als Bildhauer bezeichnet wird. In seinem Frühwerk war er dem Weichen Stil verpflichtet. Später suchte er diesen durch einen neuen Realismus zu überwinden, der im Wurzacher Altar ausdrucksstark dargestellt wird.
Die menschliche Figur wird voluminös wiedergegeben, indem Multscher die Körper unter den Gewändern plastisch modelliert. Die Derbheit der Gesichter lässt auf Physiognomien aus dem Volk schließen. Auf schmaler Bildbühne müht er sich um eine realistische Darstellung des Raumes. Die acht Tafeln sind neben dem Tiefenbronner Altar des Lukas Moser und den Werken des Konrad Witz die stärksten Zeugnisse für die realistische Malerei dieser Zeit im Heiligen Römischen Reich.
Die Passionsbilder werden eröffnet durch die „Ölbergszene“. Während Christus betet, kauern die Jünger schlafend in der linken unteren Ecke des Bildes. Oben rücken die schwer bewaffneten Schergen an mit Judas an der Spitze.
In der „Pilatusszene“ wird der gefesselte Christus von den Soldaten zu Pilatus geführt. Die Darstellung der Hellebarden und Morgensterne erinnerte die damaligen Betrachter an die Bewaffnung der Söldner aus dieser Zeit. Pilatus wäscht seine Hände zum Zeichen dafür, dass er unschuldig ist am Tode Jesu.
Bei der „Kreuztragung Christi“ fällt die Monumentalität des das Kreuz tragenden Schmerzensmannes auf. Der Balken des Kreuzes bildet einen optischen Schutzwall gegen den grimassierenden Pöbel. Selbst Kinder bewerfen den Verurteilten mit Steinen. In diesem Bild kommt die realistische Darstellungsweise Multschers besonders stark zum Ausdruck.
Die „Auferstehungsszene“ bildet den Abschluss des Passionszyklus. Christus steigt aus dem Grab, das in einer Felsenhöhle liegt. Die rechte Hand ist zur Segensgeste erhoben, in der linken hält er die Kreuzesfahne als Siegeszeichen über den Tod. Vor dem Sarkophag liegen die schlafenden Wächter. Der Künstler möchte das Wunder der Auferstehung darstellen. Der Vorgang des Entsteigens durch den schweren, fest verschlossenen Sarkophagdeckel wird vergegenwärtigt, indem das rechte Bein des Auferstandenen, das wie amputiert wirkt, von einem roten Mantel überdeckt wird. Hans Multscher stellt im Bemühen um eine realistische Darstellungsweise das Wunder der Auferstehung handgreiflich dar.
Die „Geburt Jesu“ spielt sich in einem engen Gehöft ab. Der Stall dient als Hintergrund. Das gewickelte Kind ist halb in die Futterkrippe geschoben, wo auch Ochs und Esel eingepfercht zuschauen. Auf dem Feld verkünden Engel den Hirten die Geburt des Erlösers. Die Zuschauer, die durch ihre Kleidung als Zeitgenossen erkennbar sind, werden durch einen Bretterzaun vom Geschehen abgetrennt.
Es folgt die Darstellung der „Anbetung der drei Weisen aus dem Morgenland“. Die Könige, wie sie volkstümlich genannt werden, bringen, gefolgt von einer zahlreichen Dienerschaft, dem Jesuskind ihre Geschenke dar: Gold, Weihrauch und Myrrhe. Die Dreizahl symbolisiert die drei Altersstufen des Menschen und mit dem farbigen König die Anzahl der damals bekannten Erdteile.
Die „Ausgießung des Heiligen Geistes“ in Gestalt einer Taube zeigt Maria inmitten der zwölf Apostel in einem kapellenartigen Raum.
Das letzte Bild des Marienzyklus zeigt den „Tod der Gottesmutter“. Um ihr Sterbebett herum stehen die Apostel. Christus nimmt die Seele der Gottesmutter in Gestalt eines kleinen Kindes zu sich in sein Reich.